# Hinnekesbos
Het Hinnekesbos is een natuurgebied in het Oost-Vlaamse Onkerzele, deelgemeente van Geraardsbergen.
Het betreft een hellingbos dat afloopt naar de vallei van de Dender. Hierdoor vindt er een geleidelijke overgang plaats van droog loofbos, waarin een voorjaarsflora aanwezig is, naar bronbos en beekbegeleidend bos.
Het beleid, door het Agentschap voor Natuur en Bos, is er op gericht om leefruimte voor de volgende soorten te verbeteren: middelste bonte specht, wespendief, geelgors, zwarte specht, zomertortel en boomvalk. Daarnaast ook: ree, eikelmuis en hazelworm. Verder wordt daarbij aandacht geschonken aan de in bossen voorkomende vleermuissoorten.